# Psittacanthus quadrifolius
Psittacanthus quadrifolius är en tvåhjärtbladig växtart som beskrevs av Kuijt. Psittacanthus quadrifolius ingår i släktet Psittacanthus och familjen Loranthaceae. Inga underarter finns listade i Catalogue of Life.